# Я умер вчера
Я у́мер вчера́ — детективный роман Александры Марининой, вышедший в 1997 году.

## История создания
В интервью журналу «Огонёк» писательница раскрыла замысел ещё ненаписанного романа: «Центральным персонажем будет человек, которому стало известно, что на него „выписан контракт“, его „заказали“, и в любую минуту могут убить. Он не обращается в правоохранительные органы, потому что „контракт“ на него выписала его жена, которую он безумно любит и совершенно не хочет сдавать милиции. Он по натуре не борец, не пытается нанести удар первым, опустил руки, продолжает жить с этой женщиной, ходить на работу, возвращаться домой. Существовать, каждую минуту ожидая смерти. Из-за того, что перспектива завтрашнего дня для него перестает существовать, он совершенно иначе начинает видеть окружающее: семью, друзей, работу. У него раскрываются глаза на жизнь. Вот о чем я хочу написать. А вокруг какого трупа это будет происходить — дело десятое»..

## Сюжет
Анастасия Каменская занимается расследованием двух преступлений: взрыва машины директора телепрограммы «Лицо без грима», в результате которого погибают сам директор и корреспондент программы, и убийством журналистки и одновременно депутата Госдумы Юлии Готовчиц. В то же время подруга Каменской — следователь Татьяна Образцова расследует убийство колдуньи Инессы. Выясняется, что все эти преступления — элементы хитроумной преступной комбинации.

## Отзывы и критика
«Существует предвзятое мнение, что в женском романе писательница обязательно отождествляет себя с главной героиней и приписывает последней все те добродетели и всю ту красоту, которых она лишена сама. Как бы опровергая это утверждение, Маринина награждает Настю Каменскую недюжинным умом, но при этом достаточно посредственной внешностью серой мышки, откровенной трусостью и чрезмерным эгоизмом. Правда, для равновесия в романе появляется еще одна героиня — следователь Татьяна Томилина, которая обладает всеми полярными качествами: смелостью, красотой (правда, на любителя) и самоотверженностью. Такой гармоничный союз помогает милым дамам быстро распутать клубок преступлений».

Исследуя образ сотрудника правоохранительных органов в современном российском криминальном романе, Д. О. Тимошкин рассматривает такие аспекты как «интуиция» и «связи»: 
В бестселлере «Я умер вчера» подчёркивается важность «чутья» в работе следователя.  ... Поскольку героиня тоже признаёт важность «психологии» в работе оперативника и следователя, можно считать, что монолог про незаменимость чутья относится и к её профессии тоже.

## Адаптации и переводы
Роман «Я умер вчера» был экранизирован режиссёром Юрием Морозом во второй части телесериала «Каменская».